# Diego Barreto
Artikeln följer den spanska namnseden; faderns efternamn är Barreto och moderns efternamn Cáceres.
Diego Daniel Barreto Cáceres, född 16 juli 1981, är en paraguayansk fotbollsmålvakt som spelar för Club Olimpia i Primera División de Paraguay.
Diego är bror till Édgar Barreto, även han fotbollsspelare och som spelat för Paraguays landslag.